# Gene Austin
Gene Austin (24 juni 1900 - 24 januari 1972) was een Amerikaans jazzmusicus.

## Biografie
Austin werd geboren als Lemeul Eugene Lucas, maar nam als artiestennaam de naam aan van zijn stiefvader. In 1925 nam hij het nummer When My Sugar Walks Down the Street op. Dit nummer zou later een jazzklassieker worden en door verschillende artiesten worden gecoverd zoals Duke Ellington en Johnny Mathis. Ook andere nummers van Austin, zoals The Lonesome Road en Riding Around in the Rain werden gecoverd door grote artiesten zoals Bing Crosby en Frank Sinatra.
Austin trouwde 5 maal en had 2 kinderen. Hij overleed in 1972. Hij werd begraven in het Forest Lawn Memorial Park (Glendale).
- Bibsys: 7054122
- Biblioteca Nacional de España: XX1686831
- Bibliothèque nationale de France: cb14025578n (data)
- Gemeinsame Normdatei: 12420953X
- International Standard Name Identifier: 0000 0000 5944 4643
- Library of Congress Control Number: n84148364
- Nationale Bibliotheek van Letland: 000068181
- MusicBrainz: 2199743b-58de-4552-98cb-6ef436f632ea
- Bibliotheek van het Japanse parlement: 001161924
- Nationale Bibliotheek van Tsjechië: jo20241241956
- Nationale bibliotheek van Australië: 65101800
- Nationale Bibliotheek van Israël: 987007419839805171
- Nederlandse Thesaurus van Auteursnamen: 071983635
- Réseau des bibliothèques de Suisse occidentale: 02-A018798085
- SNAC: w6ht5kq3
- Système universitaire de documentation: 22470365X
- Virtual International Authority File: 54345961
- WorldCat: E39PBJqVQD7gwVHtwhwtMHcF8C